# Камбар (Добрушинский сельсовет)
Камба́р (укр. Камбар, крымскотат. Qambar, Къамбар) — исчезнувшее село в Сакском районе Республики Крым (согласно административно-территориальному делению Украины — Автономной Республики Крым), располагавшийся на северо-западе района, в степной зоне Крыма, примерно в 2,5 км к северо-востоку от современного села Шалаши.

## История
Первое документальное упоминание села встречается в Камеральном Описании Крыма… 1784 года, судя по которому, в последний период Крымского ханства Коибине входил в Шейхелский кадылык Козловского каймаканства. После присоединения Крыма к России (8) 19 апреля 1783 года, (8) 19 февраля 1784 года, именным указом Екатерины II сенату, на территории бывшего Крымского Ханства была образована Таврическая область и деревня была приписана к Евпаторийскому уезду. После Павловских реформ, с 1796 по 1802 год, входила в Акмечетский уезд Новороссийской губернии. По новому административному делению, после создания 8 (20) октября 1802 года Таврической губернии, Камбар был включён в состав Хоротокиятской волости Евпаторийского уезда.
По Ведомости о волостях и селениях, в Евпаторийском уезде с показанием числа дворов и душ… от 19 апреля 1806 года в деревне Камбар числилось 8 дворов, 58 крымских татар, 7 цыган и 1 ясыр. На военно-топографической карте генерал-майора Мухина 1817 года Камбар обозначен с теми же 8 дворами. После реформы волостного деления 1829 года Кашбар, согласно «Ведомости о казённых волостях Таврической губернии 1829 года» отнесли к Аксакал-Меркитской волости (переименованной из Хоротокиятской). На карте 1836 года в деревне 21 двор, как и на карте 1842 года Камбар обозначен уже с 21 двором.
В 1860-х годах, после земской реформы Александра II, деревню приписали к Чотайской волости. В «Списке населённых мест Таврической губернии по сведениям 1864 года», составленном по результатам VIII ревизии 1864 года, Камбар — владельческая татарская деревня, с 2 дворами, 13 жителями и мечетью при колодцах (видимо, опустела в связи с эмиграциями татар в Турцию, особенно массовой после Крымской войны 1853—1856 годов). По обследованиям профессора А. Н. Козловского 1867 года, глубина колодцев в деревне составляла 25—40 саженей (52—85 м), вода в которых была горькая или солёная и «кроме неё другой воды нет». На трехверстовой карте Шуберта 1865—1876 года Камбар обозначен, но уже без указания числа дворов). На верстовой карте 1890 года в Камбаре обозначено 3 двора с русским населением.
Вновь Камбар встречается в Статистическом справочнике Таврической губернии 1915 года, согласно которому в посёлке Камбар Агайской волости Евпаторийского уезда числилось 3 двора с русским населением в количестве 34 человек приписных жителей и 8 — «посторонних», из которых 17 мужчин и 25 женщин. Жители владели 1025 десятинами удобной земли. В хозяйствах имелось 60 лошадей, 14 волов, 17 коров и 250 голов мелкого скота.
Камбар ещё обозначен на километровой карте Генштаба Красной армии 1941 года, в которой за картооснову, в основном, были взяты топографические карты Крыма масштаба 1:84000 1920 года и 1:21000 1912 года, но уже отсутствует на карте Крымского Статистического управления.